# Seng-čao
Seng-Čao (kineski: 僧肇, pinjin: Sēngzhào, Vejd-Džajls: Seng-Chao, japanski: 僧肇, Sōjō; 384–414) je bio kineski filozof koji je povezao tekstove budističkе škole praznine i taoizma.
Njegovi spisi predstavljaju jedini izvor na osnovu kog se danas može proučavati rani kineski budizam škole Srednjeg puta. Na njegovo su delo uticali i taoistički mislioci kao Lao Ce i Čuang Ce.

## Život
Seng-Čao je poznat kao prvi učenik Kumarađive. Spominje se u Memoarima istaknutih redovnika. Pomagao je pri prevodu indijskih budističkih spisa na kineski, ali je pisao i vlastite. 
Seng-čao je umro kad je imao samo trideset godina.

## Učenje
Seng-Čao je napisao nekoliko ogleda koji su sabrani u knjigu Čao Lum, ili Seng-čaovi ogledi. U jednom od njih, čiji je naslov „Nema stvarne nestvarnosti“, kaže se: 
On je dokazivao da se stvari u svakom trenutku neprestano menjaju. Sve što u ma kom datom trenutku postoji, zapravo je nova stvar iz tog trenutka i nije istovetno sa stvari koja je postojala u prošlosti. U ogledu pod naslovom „O nepromenljivosti stvari“, Seng-Čao veli: 
U istom ogledu Seng-čao veli: Bio jednom čovek po imenu Fan-či, koji se, postavši monah u mladosti, vratio kući kad mu je kosa osedela. Ugledavši ga, susedi su uzviknuli od iznenadenja što vide čoveka iz prošlosti koji je još živ. Fan-či reče: 'Ja izgledam kao čovek iz prošlosti, ali nisam on'. U svakom trenutku postojao je jedan Fan-či, Fan-či ovog trenutka nije Fan-či koji je došao iz prošlosti, a Fan-či iz prošlosti nije bio sadašnji Fan-či koji se povukao u prošlost. Sudeći na temelju činjenice da se sve u svakom trenutku menja, kažemo da postoji promena a da trajnosti nema. A sudeći na temelju činjenice da sve u svakom trenutku ostaje u tom trenutku, kažemo da postoji trajnost a da promene nema.

## Literatura
- Ju-Lan, Fung (1977). Istorija kineske filozofije. Beograd: NOLIT.
- Enciklopedija živih religija, Nolit, Beograd. 2004.  978-86-19-02360-3.

## Spoljašnje veze
- Internet Encyclopedia of Philosophy - Sengzhao